# Elección para gobernador de Maryland de 2010
La elección para gobernador de Maryland de 2010 tuvo lugar el 2 de noviembre. El gobernador titular Martin O'Malley se postuló para la reelección del estado.

## Primaria republicana

### Candidatos

#### Nominado
- Bob Ehrlich, exgobernador

#### Eliminado en primarias
- Brian Murphy, empresario

### Resultados

Resultado de las elecciones por condado:
O'Malley—≥90%
O'Malley—80–90%
O'Malley—70–80%

|  | 75.84 % |

|  | 24.16 % |

|  | 100 % |

## Primaria demócrata

### Candidatos

#### Nominado
- Martin O'Malley, gobernador titular

#### Eliminado en primarias
- J.P. Cusick
- Ralph Jaffe, maestro y candidato perenne

### Resultados
|  | 86.28 % |

|  | 9.66 % |

|  | 4.06 % |

|  | 100 % |

## Resultados
|  | 56.24 % |

|  | 41.79 % |

|  | 0.76 % |

|  | 0.64 % |

|  | 0.11 % |

|  | 100 % |

|  | 54.02 % |